# Yugawaralita
La yugawaralita és un mineral de la classe dels silicats, que pertany al grup de les zeolites. Rep el seu nom de la seva localitat tipus, les fonts termals de Yugawara, al Japó.

## Característiques
La yugawaralita és un silicat de fórmula química CaAl₂Si₆O16·4H₂O. Cristal·litza en el sistema monoclínic. Es troba en forma de cristalls tabulars plans, paral·lels a {010}, de fins a 8 centímetres. La seva duresa a l'escala de Mohs és 4,5.
Segons la classificació de Nickel-Strunz, la yugawaralita pertany a «09.GB - Tectosilicats amb H₂O zeolítica, amb cadenes de connexions senzilles de 4-enllaços» juntament amb els següents minerals: amonioleucita, analcima, hsianghualita, lithosita, leucita, pol·lucita, wairakita, kirchhoffita, laumontita, roggianita, goosecreekita, montesommaïta i partheïta.

## Formació i jaciments
Va ser descoberta l'any 1952 a les fonts termals de Yugawara, a la prefectura de Kanagawa, Regió de Kanto (Honshū, Japó). Sol trobar-se associada a altres minerals com: gyrolita, okenita, prehnita, quars, calcita i altres zeolites.